# Mistrzostwa Świata w Siatkówce Plażowej 2007
Rezultaty VI. MŚ w siatkówce plażowej, które odbyły się w dniach 24–29 lipca 2007 roku w Gstaad.

## Mężczyźni
| Lp. | Zawodnicy                      | Medal |
| --- | ------------------------------ | ----- |
| 1   | Todd Rogers Phil Dalhausser    |       |
| 2   | Dmitrij Barsuk Igor Kołodinski |       |
| 3   | Andrew Schacht Joshua Slack    |       |

## Kobiety
| Lp. | Zawodnicy                     | Medal |
| --- | ----------------------------- | ----- |
| 1   | Kerri Walsh Misty May-Treanor |       |
| 2   | Tian Jia Wang Jie             |       |
| 3   | Juliana Silva Larissa França  |       |